# Liste des résolutions du Conseil de sécurité des Nations unies adoptées en 1999
Les résolutions du Conseil de sécurité des Nations unies sont les décisions qui sont votées par le Conseil de sécurité des Nations unies.
Une telle résolution est acceptée si au moins neuf des quinze membres (depuis le 17 décembre 1963, 11 membres avant cette date) votent en sa faveur et si aucun des membres permanents qui sont la Chine, les États-Unis, la France, le Royaume-Uni et la Russie (l'Union soviétique avant 1991) n'émet de vote contre (qui est désigné couramment comme un veto).

## Résolutions 1220 à 1229
- Résolution 1220 : la situation en Sierra Leone.
- Résolution 1221 : la situation en Angola
- Résolution 1222 : la situation en Croatie
- Résolution 1223 : la situation au Moyen-Orient
- Résolution 1224 : la situation au Sahara occidental
- Résolution 1225 : la situation en Géorgie
- Résolution 1226 : la situation entre l'Érythrée et l'Éthiopie
- Résolution 1227 : la situation entre l'Éthiopie et l'Érythrée
- Résolution 1228 : la situation concernant le Sahara occidental
- Résolution 1229 : la situation en Angola.

## Résolutions 1230 à 1239
- Résolution 1230 : la situation en République centrafricaine
- Résolution 1231 : la situation en Sierra Leone
- Résolution 1232 : la situation concernant le Sahara occidental
- Résolution 1233 : la situation en Guinée-Bissau
- Résolution 1234 : concernant la République démocratique du Congo
- Résolution 1235 : la situation concernant le Sahara occidental
- Résolution 1236 : la situation au Timor oriental.
- Résolution 1237 : la situation en Angola.
- Résolution 1238 : la situation concernant le Sahara occidental.
- Résolution 1239 : ses résolutions 1160 de 1998, 1199 de 1998 et 1203 de 1998 du Conseil de sécurité.

## Résolutions 1240 à 1249
- Résolution 1240 : la situation au Tadjikistan et le long de la frontière tadjiko-afghane
- Résolution 1241 : tribunal international pour le Rwanda
- Résolution 1242 : la situation entre l'Irak et le Koweït
- Résolution 1243 : la situation au Moyen-Orient
- Résolution 1244 : prise de contrôle provisoire civile et militaire du Kosovo par l'ONU : création de la KFOR et de la MINUK, qui marque une nouvelle étape dans la mise en œuvre des missions UNCIVPOL (police civile) par l'ONU.
- Résolution 1244 : la situation en Sierra Leone.
- Résolution 1246 : la situation en Timor
- Résolution 1247 : la situation en Bosnie-Herzégovine
- Résolution 1248 : admission d'un nouveau membre : la République de Kiribati (adoptée le 25 juin 1999 lors de la 4016e séance)
- Résolution 1249 : admission d'un nouveau membre : la République de Nauru (adoptée le 25 juin 1999 lors de la 4017e séance).

## Résolutions 1250 à 1259
- Résolution 1250 : la situation à Chypre.
- Résolution 1251 : la situation à Chypre.
- Résolution 1252 : la situation en Croatie
- Résolution 1253 : admission de nouveaux Membres : Royaume des Tonga.
- Résolution 1254 : la situation au Moyen-Orient.
- Résolution 1255 : la situation en Géorgie
- Résolution 1256 : la situation en Bosnie-Herzégovine
- Résolution 1257 : la situation au Timor
- Résolution 1258 : la situation  concernant la République démocratique du Congo.
- Résolution 1259 : la Procureur du Tribunal international chargé de juger les personnes présumées responsables de violations graves du droit international humanitaire commises sur le territoire de l'ex-Yougoslavie et du Tribunal international pour le Rwanda.

## Résolutions 1260 à 1269
- Résolution 1260 : la situation en Sierra Leone.
- Résolution 1261 : les enfants dans des situations de conflits armés.
- Résolution 1262 : la situation au Timor oriental.
- Résolution 1263 : le Sahara occidental.
- Résolution 1264 : la situation au Timor oriental.
- Résolution 1265 : les civils au cours de conflits armés.
- Résolution 1266 : la situation entre l'Irak et le Koweït.
- Résolution 1267 : la situation en Afghanistan. Résolution concernant Al-Qaïda, les talibans et les personnes et entités qui leur sont associées: créé notamment le Comité 1267 chargé d'établir la liste noire des groupes et individus suspects d'affiliation ou de coopération avec Al-Qaïda. La légalité de l'application communautaire de cette résolution a été examinée par la Cour de justice des communautés européennes dans son arrêt Kadi (2008).
- Résolution 1268 : la situation en Angola.
- Résolution 1269 : la responsabilité du Conseil de sécurité quant au maintien de la paix et de la sécurité internationales.

## Résolutions 1270 à 1279
- Résolution 1270 : la situation en Sierra Leone.
- Résolution 1271 : la situation en République centrafricaine.
- Résolution 1272 : la situation au Timor oriental. Création de l'Administration transitoire des Nations unies au Timor oriental, seconde forme d'administration directe d'un territoire par l'ONU.
- Résolution 1273 : la situation en République démocratique du Congo.
- Résolution 1274 : la situation en Tadjikistan.
- Résolution 1275 : la situation entre l'Irak et le Koweït.
- Résolution 1276 : la situation au Moyen-Orient.
- Résolution 1277 : la situation concernant Haïti.
- Résolution 1278 :  Cour internationale de justice.
- Résolution 1279 : création de la Mission de l'Organisation des Nations unies en République démocratique du Congo (MONUC) durant la Deuxième guerre du Congo, adoptée le 30 novembre 1999 - 4 076e séance.

## Résolutions 1280 à 1284
- Résolution 1280 : la situation entre l'Irak et le Koweït.
- Résolution 1281 : la situation entre l'Irak et le Koweït.
- Résolution 1282 : le Sahara occidental.
- Résolution 1283 : la situation à Chypre.
- Résolution 1284 : adoptée par le Conseil de sécurité sur la situation entre l'Irak et le Koweït, modification des sanctions contre l'Irak pour autoriser nourriture et médicaments (décembre 1999).